# Desnaturalización (alimentos)
La desnaturalización industrial es el proceso industrial mediante el que se añaden diversos productos químicos a un alimento que hacen que no sea apto para el consumo alimenticio y sea utilizado en la industria. Los productos que se utilizan para desnaturalizar son principalmente agentes que le confieren amargor, picor o aroma desagradable. Por ejemplo el producto químico denatonium que le proporciona un grado de amargura que supone un repelente para el consumo alimenticio. Los productos desnaturalizados quedan sólo aptos para usos industriales o usos no relacionados con la alimentación en general.
El principal producto que se desnaturaliza es el alcohol etílico, llamado entonces alcohol desnaturalizado que se ha hecho tóxico (añadiendo por ejemplo cloruro de benzalconio, metanol, benceno o acetaldehído) y que a veces, por razones de seguridad se tiñe por ejemplo de color azul. En el caso del alcohol, la legislación de muchos países permite la desnaturalización y de esta forma quede exento de los impuestos que gravan las bebidas alcohólicas y pueda ser utilizado en la industria. En el caso del aceite de lino desnaturalizado se utiliza para usos distintos del consumo humano, como pinturas, acabado de muebles, instrumentos musicales de madera etc.
En la década de 1980, se produjo en España la denominada enfermedad de la colza, una intoxicación masiva, que afectó a más de 20.000 personas y ocasionó la muerte de unas 330, que fue provocada por el desvío a la alimentación humana, de unas partidas de aceite de colza que había sido desnaturalizado.